# Eberhard Nuß
Eberhard Nuß (* 25. März 1953 in Würzburg) ist ein deutscher Politiker (CSU) und von 2008 bis 2020 Landrat des Landkreises Würzburg.

## Leben
Von 1972 bis 1974 studierte Eberhard Nuß an der Bayerischen Beamtenfachhochschule für Rechtspflege in Starnberg. Anschließend arbeitete er als Diplom-Rechtspfleger (FH) am Amtsgericht Würzburg. Von 1984 bis 2004 war er Gemeinderat in Bergtheim, ab 1990 auch zweiter Bürgermeister. Seit 1995 ist er CSU-Kreisvorsitzender, ab 1996 stellvertretender Landrat. In dieser Funktion musste er längere Zeit die Geschäfte des erkrankten Waldemar Zorn übernehmen. Am 16. März 2008 wurde er in der Stichwahl mit 62 % der Stimmen zum Landrat des Landkreises Würzburg gewählt.
Eberhard Nuß lebt in Uettingen, ist in zweiter Ehe verheiratet und hat drei Kinder.